# سراعيف عصوية
السراعيف العصوية (الاسم العلمي: Mantophasmatidae) هي رتيبة حشرات آكلة للحوم أفريقية في رتبة خلفيات الأجنحة، اكتشفت في عام 2001. وبالأصل تعتبر بحد ذاتها رتبة، وتسمى Mantophasmatodea، ولكن على أساس أدلة حديثة تشير إلى وجود علاقة المجموعة الشقيقة الجدجديات الوردانية (المصنفة سابقا في رتبة جدجديات وردانية)، جمعت هاتين المجموعتين في رتبة واحدة وهي خلفيات الأجنحة وذلك عن طريق كل من أريلو و إنجل.